# Waverton, New South Wales
Waverton este o suburbie în Sydney, Australia.